# Типчак (БПЛА)
1К133 «Типчак» — комплекс для ведения воздушной разведки с дистанционно-пилотируемым летательным аппаратом. Предназначен для ведения воздушной разведки и аэрофотосъёмки местности на дальности до 40 км от наземного пункта управления.
Разработчик — КБ «Луч» (г. Рыбинск), входящее в состав ОАО «Концерн «Вега»».

## История
1 ноября 2007 года комплекс «Типчак» прошёл государственные испытания, 1 января 2008 года «Типчак» был включён в государственный оборонный заказ, в соответствии с которым были выделены средства на серийное производство 10 комплексов в штатной конфигурации и дополнительное производство к ним нескольких десятков дистанционно-пилотируемых летательных аппаратов БЛА-05 (9М62).
4 сентября 2008 года гендиректор концерна «Вега» Владимир Верба сообщил, что концерн начинает поставку комплексов «Типчак» вооружённым силам Российской Федерации и первые комплексы поступят в войска до конца 2008 года. В 2008 году был поставлен один комплекс «Типчак» с шестью БЛА-05 и полным комплектом наземного оборудования, к 30 января 2009 года общее количество построенных БЛА «Типчак» составляло 20 экземпляров (включая опытные аппараты). Однако поскольку к этому времени уже был разработан один опытный образец БЛА-07 с улучшенными характеристиками, на рассмотрение был вынесен вопрос о использовании в комплексах «Типчак» аппаратов БЛА-07.

## Состав комплекса
- 6 БПЛА с поршневыми двигателями, запускаемые с помощью катапультного устройства
- 4 автомобиля на базе КАМАЗ:
  - антенная машина: передача команд, приём информации и определение координат БПЛА радиолокационным методом. Обеспечивает одновременную работу 2 БПЛА.
  - операторская машина: управление комплексом, обработка информации, привязка к цифровой карте местности, выделение объектов разведки и передача итоговой информации в войска.
  - транспортно-пусковая машина: транспортировка 6 БПЛА и обеспечение их запуска пневматической катапультой
  - машина технического обеспечения: поиск приземлившихся БПЛА, транспортировка запаса расходуемых материалов

## Характеристики БПЛА
- Максимальный радиус ведения разведки — 40 км;
- Диапазон высот полёта над уровнем моря — 200-3000 м;
- Диапазон скоростей полёта — 25-55 м/с;
- Стартовая масса — 50 кг;
- Продолжительность полёта, до 2 часов;
- Определение координат объектов, до 50 м;
- Целевое оборудование — совмещённая строчная камера инфракрасного и видимого диапазонов с разрешением не более 0,6 мрад, чувствительность 100 лк и 0,07К соответственно, поле обзора более 60 градусов.
- Способ старта — катапультный;
- Способ посадки — парашютный

## Развитие системы
Дальнейшим развитием являются БЛА-07 и БЛА-08.
| Параметры                      | БЛА-05         | БЛА-07         | БЛА-08                  |
| ------------------------------ | -------------- | -------------- | ----------------------- |
| Назначение БЛА                 | базовая модель | морской        | для длительной разведки |
| Длина (м)                      | 2,4            | 1,65           | 2,7                     |
| Размах крыльев (м)             | 3,4            | 2,4            | 4,1                     |
| Стартовая масса (кг)           | до 70          | до 35          | до 90                   |
| Радиус разведки (км)           | 70             | 30-50          | 120                     |
| Продолжительность полёта (час) | 3              | 3              | 8                       |
| Высота полёта (м)              | от 200 до 3000 | от 200 до 3000 | от 200 до 4500          |
| Скорость (км/ч)                | 90-190         | 120-190        | 80-180                  |